# بلوز تقاطع
«کراس رود بلوز» (به انگلیسی: Cross Road Blues) (به معنی «بلوز تقاطع») ترانه‌ای از خوانندهٔ دلتا بلوز آمریکایی رابرت جانسون است که در سال ۱۹۳۶ توسط شرکت وکالیون رکوردز روی صفحهٔ ۷۸ دور منتشر شد. این ترانه یکی از برترین آثار اوست که شعر آن موجب پدید آمدن «افسانهٔ رابرت جانسون» شد و موضوع آن دستمایهٔ سرودن صدها ترانهٔ دیگر از آن زمان تا به حال بوده‌است. ترانهٔ «کراس رود بلوز» به‌خاطر اهمیت تاریخی‌اش در سال ۱۹۹۸ به تالار مشاهیر گرمی راه یافت.

## متن ترانه
«کراس رود بلوز» غالباً به افسانه‌ای ربط داده می‌شود که طبق آن جانسون روحش را به شیطان فروخت، گرچه در متن ترانه اشارهٔ مستقیمی به این موضوع وجود ندارد. ترانه با این جمله‌ها آغاز می‌شود: «من به سمت تقاطع رفتم و روی زمین زانو زدم/من به سمت تقاطع رفتم و روی زمین زانو زدم/و از سَروَر آن بالا تقاضا کردم مرحمت فرموده و باب بی‌نوا را نجات دهد». لئون لیتواک تاریخ‌نگار و برخی دیگر بر این عقیده‌اند که ترانه توصیف‌کنندهٔ احساس ترس سیاهانی است که در آن روزگار ترجیح می‌دادند برای اجتناب از آزار و اذیت توسط سفیدپوست‌ها بعد از تاریک شدن هوا به تنهایی بیرون نروند و شعر جانسون به احتمال زیاد در مورد ناامیدی از یافتن راه بازگشت به خانه، پس از رفتن به یک منطقهٔ غریب و وحشت از سرنوشت شومی است که ممکن است برایش رقم بخورد.